# Библиотека Иллинойского университета в Урбане-Шампейне
 Библиотека Иллинойсского университета в Урбане-Шампейне (англ. University of Illinois Urbana-Champaign University Library) — библиотечная система, вторая по величине университетская библиотечная коллекция в Соединенных Штатах: 13 млн томов; 9 млн микрофильмов; 120 тыс. периодических изданий; 148 тыс. аудиозаписей; 930 тыс. аудиовизуальных материалов; 280 тыс. электронных книг; 12 тыс. фильмов; 650 тыс. карт.

## Главное здание библиотеки
Главное здание библиотеки было построено в 1924—1929 годах по проекту архитектора Чарльз А. Платта в стиле георгианского возрождения. Здание библиотеки было внесено в Национальный реестр исторических мест 11 августа 2000 года.
Главная библиотека — одно из одиннадцати зданий в стиле георгианского возрождения из красного кирпича, спроектированных Платтом в рамках его генерального плана кампуса. На главном (восточном) фасаде есть трехэтажный главный вход с известняковыми арками и зелёная шиферная крыша с рядом из одиннадцати мансардных окон и четырьмя высокими дымоходами. Хотя университетские библиотеки обычно проектировались так, чтобы быть монументальными центрами внимания в своих кампусах, Платт вместо этого разместил Главную библиотеку в недоминирующем положении на периферии того, что впоследствии стало Южным квадратом. Однако важная роль библиотеки в университетской жизни, тем не менее, выражается в её огромных размерах. Его высокие арочные окна напоминают библиотеку Святой Женевьевы и Бостонскую публичную библиотеку.
Вестибюли главной библиотеки, читальные залы и читальный зал на втором этаже сохранили свои тщательно проработанные исторические черты. В читальном зале есть 27 витражей с печатными знаками эпохи Возрождения, а стены центральной лестничной клетки украшены четырьмя фресками Барри Фолкнера. Функциональные помещения и второстепенные зоны интерьера библиотеки, которые первоначально были обустроены проще, чем общественные помещения, все ещё сохраняют свою первоначальную деревянную отделку.

## История
В 1868 году первый президент Иллинойского университета Джон Милтон Грегори лично приобрел 644 тома для создания библиотеки. К 1880 году в библиотеке хранилось 12 500 томов, а на рубеже веков коллекция выросла до 70 000 томов. Библиотека переехала из своего прежнего помещения в Университетском холле в недавно полностью достроенный библиотечный зал (позже переименованный в Альтгельд-холл) в 1897 году. Однако новое здание быстро перестало соответствовать потребностям быстро растущего студенческого населения. В 1912 году президент университета Эдмунд Дж. Джеймс объявил об амбициозном плане по расширению коллекции до миллиона томов и строительству нового здания библиотеки. Джеймс представлял себе библиотеку, которая могла бы соперничать с библиотеками «великих немецких академических институтов».
К 1909 году университет уже рассматривал возможность расширения кампуса на территорию к югу от Главного двора. План, составленный в 1919 году университетским профессором Джеймсом М. Уайтом, предполагал создание нового южного двора с новой библиотекой на его западном краю. Во время экономического процветания, которое Иллинойс переживал в бурные двадцатые годы, законодательное собрание штата взяло на себя обязательство профинансировать крупную строительную кампанию в университете. В 1923 году Иллинойский университет нанял ландшафтного архитектора Чарльза А. Платта для пересмотра генерального плана и проектирования нового здания. План Платта для кампуса был разработан в архитектурном стиле георгианского возрождения, который был популярен в то время.
Строительство Главной библиотеки началось в 1924 году. Ранее на этом месте располагались теннисные корты и женское поле. Библиотека была построена в три этапа. После завершения строительства в 1929 году здание имело форму «цифры 8» с двумя закрытыми внутренними дворами. Крыло с книжными стеллажами примыкало к библиотеке с западной стороны.
Библиотека была намеренно построена вдали от центра кампуса, в отличие от традиционной планировки кампуса, чтобы позволить зданию расширяться. Это оказалось необходимым; фонды библиотеки выросли с 649 924 томов в 1926 году до миллиона томов в 1935 году. Чтобы вместить постоянно расширяющуюся коллекцию библиотеки, в период с 1939 по 1984 год в крыло книжных стеллажей были добавлены ещё четыре дополнения. Северный фасад библиотеки был расширен на запад в 1962—1964 годах в том же стиле, что и первоначальное сооружение. Для размещения оборудования кондиционирования воздуха в 1966—1968 годах к юго-западному углу библиотеки была пристроена подвальная пристройка.

## Структура
- Службы централизованного доступа
- Библиотека истории, философии и газет
- Отдел истории Иллинойса и коллекций Линкольна
- Библиотека международных и регионоведческих исследований
- Библиотека литературы и языков
- Библиотека карт
- Библиотека редких книг и рукописей
- Исследовательские и информационные службы
- Научные коммуникации и издательская
- Библиотека социальных наук, здравоохранения и образования
- Университетские архивы